# Lépron-les-Vallées
Lépron-les-Vallées är en kommun i departementet Ardennes i regionen Grand Est (tidigare regionen Champagne-Ardenne) i nordöstra Frankrike. Kommunen ligger  i kantonen Rumigny som ligger i arrondissementet Charleville-Mézières. År 2022 hade Lépron-les-Vallées 65 invånare.

## Befolkningsutveckling
Antalet invånare i kommunen Lépron-les-Vallées
Referens: INSEE